# 伊尔卡·雷梅斯
伊尔卡·雷梅斯（芬蘭語：Ilkka Remes，1962年12月13日—），本名彼得里·皮凯莱（芬蘭語：Petri Pykälä），芬兰惊悚小说家。他是一位深受大众喜爱的作家。2006年6月时他的作品销售量超过一百万本，而在2016年11月时他的作品销售量超过两百万本。
雷梅斯经常与惊悚文学的大名人物相提并论。他曾提及使用笔名的原因是不想把自己定位为某种单一类型的作家，并且世界上惊悚类型的作家普遍使用笔名。